# 1995 a tudományban
1995 a tudományban és a technikában.

## Archeológia
- január 18. – Franciaország északi részén, Vallon-Pont-d’Arc közelében barlangrendszert fedeztek fel, ahol 17-20 000 éves barlangfestményeket találtak.
- szeptember 9. – Alexandria kikötőjében megkezdődik az ókori pharoszi világítótorony maradványainak felkutatása.
- Wes Linster megtalálja a Bambiraptor feinbergi első teljes csontvázát.

## Biológia
- A Haemophilus influenzae, mint az első élő organizmus genomjának géntérképét meghatározzák.

## Matematika
- Az évszázad egyik legfontosabb matematikai eseménye, hogy Andrew Wiles végez a Fermat-sejtés bizonyításával (Nagy Fermat-tétel.

## Meteorológia
- szeptember 30. – október 5. – Az OPAL hurrikán 19 embert öl meg az egyesült államokbeli Floridában, Georgiában, Alabamában, és Észak-Karolinában.

## Orvostudomány
- január 30. – A National Institutes of Health munkatársai bejelentik, hogy a sarlósejtes anémia terápiás klinikai tesztjei sikeresek voltak.
- december 14. – Először végeznek olyan csontvelő átültetést egy AIDS-es betegen, Jeff Getty-n, amelynél a csontvelő egy páviántól származott.

## Számítástechnika
- május 23. – A Java programozási nyelv megkezdi hódító útját.
- augusztus 24. – Forgalomba kerül a Windows 95.
- szeptember. – Bejelentik az első DVD-k kiadását.

## Űrkutatás
- március 22. – Valerij Poljakov visszatér a Földre 438 napnyi űrben tartózkodás után, ami rekordnak számít.
- június 29. – Az Atlantis űrrepülőgép először dokkol az orosz Mir űrállomással.
- december 7. – 6 év alatt 3,7 milliárd kilométert utazva a Galileo űrszonda megérkezik a Jupiterhez.
- Útjára indul a Discovery űrrepülőgép, amely 10 percen keresztül kötelékben repül a Mir űrállomással.

## Díjak
- Nobel-díj
  - Fizikai Nobel-díj: „a leptonfizikához való úttörő kísérleti hozzájárulásukért”; Martin Lewis Perl (USA) „a tau-lepton felfedezéséért” és Frederick Reines (USA) „a neutrínó detektálásáért”.
  - Kémiai Nobel-díj: Paul J. Crutzen, Mario J. Molina, F. Sherwood Rowland „az atmoszféra kémiájának kutatásáért, különösen az ózonképződés és -lebomlás vizsgálatáért.”
  - Fiziológiai és orvostudományi Nobel-díj:  Edward B. Lewis, Christiane Nüsslein-Volhard, Eric F. Wieschaus megosztva „korai embrionális fejlődés genetikai ellenőrzésének területén tett felfedezéseikért”.
- Turing-díj: Manuel Blum
- Wollaston-érem a geológiáért: George Patrick Leonard Walker

## Halálozások
- január 1. – Wigner Jenő Nobel-díjas magyar–amerikai fizikus (* 1902).
- január 18. – Adolf Butenandt Nobel-díjas német kémikus, hormonkutató (* 1903).
- február 5. – Machovits István Kossuth-díjas darutervező mérnök.
- március 14. – William Alfred Fowler amerikai Nobel-díjas asztrofizikus (* 1911)
- április 2. – Hannes Alfvén Nobel-díjas svéd plazmafizikus.
- június 23. – Jonas Edward Salk amerikai orvoskutató, virológus (* 1914).
- június 26. – Ernest Walton, (született 1903) ír Nobel-díjas fizikus.
- június 30. – Georgij Beregovoj orosz, szovjet űrhajós (* 1921).
- augusztus 11. – Alonzo Church amerikai matematikus (* 1903).
- augusztus 25. – Subrahmanyan Chandrasekhar Nobel-díjas indiai fizikus, asztrofizikus és matematikus (* 1910).
- december 2. – Telkes Mária magyar származású amerikai tudós, feltaláló, a napenergia kutatásának egyik úttörője (* 1900)
- december 18. – Konrad Zuse német mérnök, a számítástechnika úttörője (* 1910)